# 吕普库尔
吕普库尔（法語：Lupcourt，法語發音：[lypkuʁ]）是法国默尔特-摩泽尔省的一个市镇，位于该省中部，属于南锡区。

## 地理
吕普库尔（48°36'41"N, 6°14'7"E）面积6.94 平方千米，位于法国大東部大區默尔特-摩泽尔省，该省份为法国东北部内陆省份，是洛林的一部分，北邻比利时、卢森堡，北起顺时针与摩泽尔省、下莱茵省、孚日省和默兹省接壤。
与吕普库尔接壤的市镇（或旧市镇、城区）包括：阿兹洛、摩泽尔河畔弗拉维尼、吕德尔、里沙尔梅尼勒、韦尔穆瓦城。

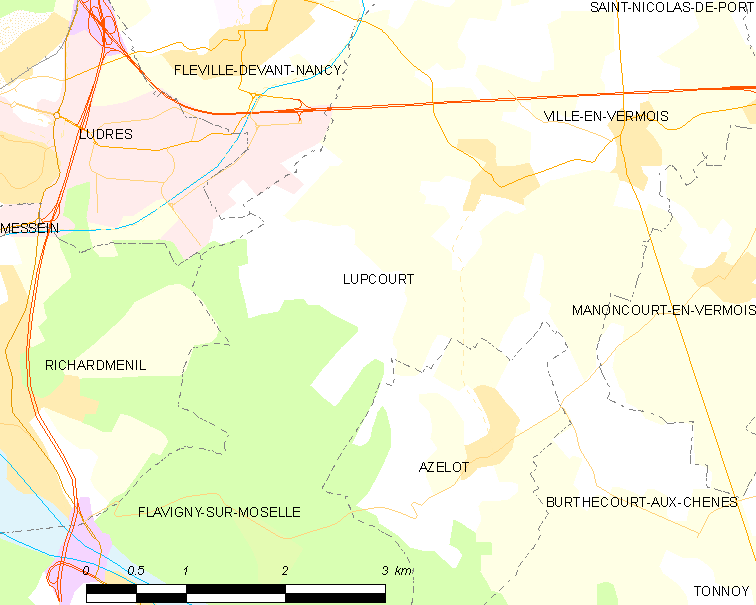
吕普库尔的OSM定位图

吕普库尔的时区为UTC+01:00、UTC+02:00（夏令时）。

## 行政
吕普库尔的邮政编码为54210，INSEE市镇编码为54330。

## 政治
吕普库尔所属的省级选区为雅维尔-拉马尔格朗日县。

## 人口

1962-2008年间吕普库尔人口变化图示

吕普库尔于2022年1月1日时的人口数量为416人。